# ستيفن كوفلر
ستيفن ويليام كوفلر فورميمرس (بالإنجليزية: Stephen Kuffler)‏ (24 أغسطس 1913 - 11 أكتوبر 1980) الفسيولوجي العصبي الهنغاري الأمريكي البارز. غالبا ما يشار إليه باسم «أب علم الأعصاب الحديث». قدم كوفلر، جنبا إلى جنب مع الحائزين على جائزة نوبل السير جون إيكلس والسير برنارد كاتس محاضرات بحثية في جامعة سيدني، مما أثر بقوة على بيئته الفكرية أثناء عمله في مستشفى سيدني. أسس هارفارد قسم الأعصاب في عام 1966، وقدم العديد من المساهمات المنوية لفهمنا للرؤية، الترميز العصبي، والتطبيق العصبي للسلوك. ومن بعض أبحاثه المشهورة كانت حول تقاطعات الموصل العصبي العضلي في الضفادع، تثبيط مشبك كيميائي، وناقل عصبي حمض الغاما-أمينوبيوتيريك (أو يختصر غابا وهو الناقل العصبي المثبط الرئيسي في الجهاز العصبي المركزي في الثدييات. يلعب الدور الرئيسي في الحد من استثارة الخلايا العصبية في جميع أنحاء الجهاز العصبي. في البشر، جابا هو أيضا المسؤول المباشر عن تنظيم العضلات). في عام 1972، حصل على جائزة لويزا غروس هورويتز من جامعة كولومبيا.

## الأوسمة والجوائز
كان كوفلر معترف به على نطاق واسع باعتباره عالم الأعصاب الأصلي والإبداعي. بالإضافة إلى العديد من الجوائز والشهادات الفخرية والمحاضرات الخاصة من البلدان في جميع أنحاء العالم، اُنتخب ستيف للأكاديمية الوطنية للعلوم في عام 1964 وإلى الجمعية الملكية كعضو أجنبي في عام 1971. في عام 1964 كان اسمه أستاذ روبرت وينثروب من الفيزيولوجيا العصبية والعضلات العصبية. من 1966 إلى 1974 كان أستاذ روبرت وينثروب لعلم الأعصاب، وفي عام 1974 أصبح جون فرانكلين إندرس أستاذ جامعي.
وقد قدم السير بيرنارد كاتز (السيرة الذاتية لمذكرات الزملاء في الجمعية الملكية، المجلد 28، الصفحات 225-59، 1982)، في كتاب بعنوان «ستيف، كوفلر» ريممبرانسس أوف ستيفين كوفلر، كومبيلد أند أوثنتد بي أوج مماهان حيث قال «لا أعتقد أن أي شخص على الساحة الأمريكية منذ ذلك الحين كان مؤثرا أو محبوب كما كان ستيف كوفلر.»

## وصلات خارجية
- Stephen W. Kuffler's biographical memoir at the National Academy of Sciences.
- The Official Site of Louisa Gross Horwitz Prize
- National Academy of Sciences Biographical Memoir